# ペロフスカヤ (小惑星)
ペロフスカヤ (2422 Perovskaya) は、小惑星帯にある小惑星。タマラ・スミルノワがクリミア天体物理天文台で発見した。
ナロードニキの女性メンバー、ソフィア・ペロフスカヤから名付けられた。